# رود کاراتویا
رودخانه کاراتویا (همچنین رودخانه کوروتوآ نیز نوشته می‌شود) یک رودخانه کوچک در بخش راج‌شاهی بنگلادش است. نام رودخانه ترکیبی از دو کلمه سانسکریت کار (دست) و توآ (آب) است.

## تاریخچه
کاراتویا در پورانا ذکر شده است و شهرت بالایی برای تقدس داشته. این رود مرز شرقی پادشاهی قدیمی پوندراواردانا، کشور پوندراها بود. در دوره کلاسیک، مرز غربی کاماروپا و بعداً پادشاهی کاماتا را تشکیل داد. در نقشه ون دن بروک از بنگال (ح ۱۶۶۰ میلادی) به عنوان جریانی به گنگ نشان داده شده است. قبل از سیل ویرانگر ۱۷۸۷، حجم زیادی از آب تستا را به آترای و گنگ می‌برد. از زمانی که جریان اصلی تستا در سال ۱۷۸۷ به سمت شرق منحرف شد، کاراتویا و پهولجهور به تدریج گل‌آلود شدند. و در حال حاضر دو رودخانه از اهمیت کمی برخوردارند.